# Phoenix Rising FC
Phoenix Rising FC (tidligere Arizona United Soccer Club) er en amerikansk fodboldklub beliggende i Phoenix, Arizona. der spiller i den næstbedste amerikanske fodboldrække for herrer. Klubben spiller sine hjemmekampe på Phoenix Rising Soccer Stadium, der har en kapacitet på 10.000.
Klubben har haft flere spillere med en fortid i europæisk fodbold blandt andet Didier Drogba, Shaun Wright-Phillips og Omar Bravo.